# Andrea Heuer
Andrea Heuer (* 18. Dezember 1956 in Herrsching am Ammersee, Bayern) ist eine deutsche Schauspielerin.

## Leben
Heuer gab 1981 an der Seite von Bud Spencer in Eine Faust geht nach Westen ihr Filmdebüt. Unter der Regie von Xaver Schwarzenberger spielte sie bei Gewitter im Mai (1987) die „Lisei“ und als „Beate“ im Film Beim nächsten Mann wird alles anders (1989). Bekannter wurde sie durch die Serie Ein Schloß am Wörthersee, wo sie von 1990 bis 1993 die Rolle der Anja Weber spielte. 1991 übernahm Heuer eine Hauptrolle in der Vorabendserie Insel der Träume. Dort spielte sie in 20 Folgen die Rolle der Sandra, der Tochter von Gregor Satorius (gespielt von Rolf Henniger). In dem Film Kein Pardon übernahm sie 1993 die Rolle der Programmansagerin und Moderatorin Gudrun von Wölk.

## Filmografie
- 1980: Die Sehnsucht der Veronika Voss
- 1981: Eine Faust geht nach Westen (Occhio alla penna)
- 1981: Lola
- 1983: Ein Mann meiner Größe (Un homme à ma taille)
- 1983: Die fünfte Jahreszeit (Fernsehserie, 3 Folgen)
- 1983: Das Traumschiff (Fernsehserie)
- 1984: Ich heirate eine Familie (Fernsehserie, 1 Folge)
- 1986: Anderland (Fernsehserie, 1 Folge)
- 1987: Gewitter im Mai (Fernsehfilm)
- 1988: Die Schwarzwaldklinik (Fernsehserie, 2 Folgen)
- 1988: Wie würden Sie entscheiden? (Fernsehserie)
- 1989: Beim nächsten Mann wird alles anders
- 1990–1993: Ein Schloß am Wörthersee (Fernsehserie, 23 Folgen)
- 1990: Der Millionenerbe (Fernsehserie, 1 Folge)
- 1991: Insel der Träume (Fernsehserie, 21 Folgen)
- 1993: Die Ratte
- 1993: Kein Pardon
- 1993: Und die Großen läßt man laufen (Polis polis potatismos)
- 1995: Die Tote von Amelung (Fernsehfilm)
- 1995: Frankie – Liebe, Laster, Rock ’n’ Roll (Fernsehserie, 1 Folge)
- 1996: Gnadenlos – Zur Prostitution gezwungen (Fernsehfilm)
- 2001: Stahlkammer Zürich (Fernsehserie, 1 Folge)

## Theater
- 1980: Yvonne, Prinzessin von Burgund, Rolle: Hofdame, Regie: Ingmar Bergman, (Residenztheater München)
- 1986: Das Damenrad, Rolle: Managerin, Regie: Gabriele Gärtner, (Black Box, Gasteig München)
- 1987: Die kleinen Komplexe, Rolle: Grace Nicolson, Regie: Harald Leipnitz, (Kleine Komödie, München)
- 1993: Dr. Med. Hiob Prätorius, Rolle: Maria Violetta Regie: Peter Preissler, (Tourneé, Bühne 64)
- 1996:	Performance, Rolle: divers, Regie: Sergio Zevallos, (Die grüne Kehle, Rüdersdorf)
- 1997: Nicht Schwindelfrei, oder wenn Liebe Partei ergreift, Rolle: Renate Wagenknecht, Regie: James von Berlepsch, (Neues Theater GmbH Hannover)
- 2003: Der Zauber des Merlin, Rolle: Mystische Frau, Regie: Mario Jantosch, (Harzer Bergtheater Thale, Sommerfestspiele)
- 2004: Der Sommernachtstraum, Rolle: Hyppolita, Regie: Hubert Kross, (Harzer Bergtheater Thale, Sommerfestspiele)
- 2004:	Das kalte Herz,	Rolle: Mutter, Regie: Mario Jantosch, (Harzer Bergtheater Thale, Winterfestspiele)
- 2004: Die Schneekönigin, Rolle: Schneekönigin, Regie: Mario Jantosch, (Harzer Bergtheater Thale, Winterfestspiele)
- 2005: Don Juan, Rolle: Dona Anna, Regie: Hubert Kross, (Harzer Bergtheater Thale, Sommerfestspiele)
- 2005: Die Nacht der Vampire, Rolle: Elena – Vampirin, Regie: Mario Jantosch, (Harzer Bergtheater Thale, Sommerfestspiele)
- 2007: Das Dschungelbuch 2, Rolle: Moglis Mutter, Regie: Mario Jantosch, (Harzer Bergtheater Thale, Sommerfestspiele)
- 2008:	Robin Hood, Rolle: Dreamland Girl, Regie: Mario Jantosch, (Harzer Bergtheater Thale)
- 2009: Hänsel und Gretel, Rolle: Mutter / Sandmann, Regie: Klaus Heydenbluth, (Rübeland / Baumannshöhle)
- 2010: Rotkäppchen, Rolle:	Mutter,	Regie: Klaus Heydenbluth, (Rübeland / Baumannshöhle)
- 2010: Drei Haselnüsse für Aschenputtel, Rolle: Königin Brunhilde, Regie: Klaus Heydenbluth, (Harzer Bergtheater Thale)